# Chwalibożyce
Chwalibożyce (deutsch Frauenhain) ist ein Dorf in Niederschlesien. Der Ort liegt in der Gmina Oława im Powiat Oławski in der polnischen Woiwodschaft Niederschlesien.

## Geographie

### Geographische Lage
Das Angerdorf Chwalibożyce liegt neun Kilometer südlich des Gemeindesitzes und der Kreisstadt Oława (Ohlau) und rund 37 Kilometer südöstlich der Woiwodschaftshauptstadt Breslau. Der Ort liegt in der Nizina Śląska (Schlesische Tiefebene) innerhalb der Równina Grodkowska (Grottkauer Ebene).

### Nachbarorte
Nachbarorte von Chwalibożyce sind im Nordwesten Osiek (Hennersdorf), im Nordosten Maszków (Philippsfeld), im Osten Psary (Hünern) und im Süden Jankowice Małe (Klein Jenkwitz).

## Geschichte

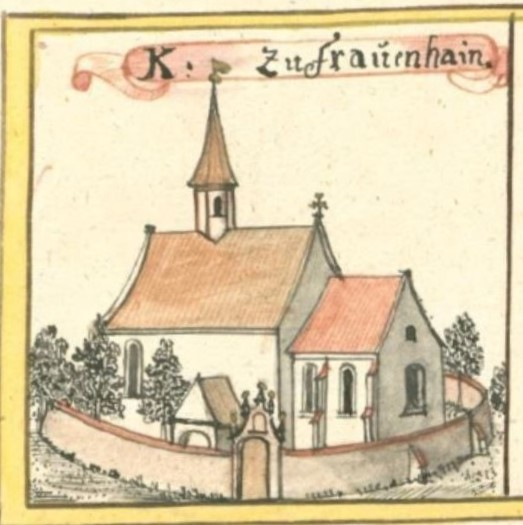
Antoniuskirche – Zeichnung aus der Mitte des 18. Jahrhunderts

Das Dorf wurde 1294 erstmals als Wowrinhayn erwähnt. Weitere Erwähnungen erfolgte 1378 als Frouwenhain sowie 1391 als Frawnhain.
Nach dem Ersten Schlesischen Krieg 1742 fiel Frauenhain zusammen mit dem größten Teil Schlesiens an Preußen.
Nach der Neugliederung Preußens gehörte die Landgemeinde Frauenhain ab 1815 zur Provinz Schlesien und war ab 1816 dem Landkreis Ohlau eingegliedert. 1874 wurde der Amtsbezirk Frauenhain gegründet, welcher die Landgemeinden Frauenhain, Hennersdorf und Klein Jenkwitz umfasste. Erster Amtsvorsteher war der Gutsbesitzer Hauptmann Kleinmichel in Frauenhain. 1885 zählte der Ort 502 Einwohner.
1933 zählte Frauenhain 450, 1939 wiederum 446 Einwohner. Bis 1945 befand sich der Ort im Landkreis Ohlau.
Als Folge des Zweiten Weltkriegs fiel Frauenhain wie fast ganz Schlesien 1945 an Polen, wurde in Chwalibożyce umbenannt und der Woiwodschaft Breslau angegliedert. Die deutsche Bevölkerung wurde, soweit sie nicht vorher geflohen war, weitgehend vertrieben. Die neu angesiedelten Bewohner waren zum Teil Heimatvertriebene aus Ostpolen. 1999 kam der Ort zum Powiat Oławski in der Woiwodschaft Niederschlesien.

## Sehenswürdigkeiten
- Die römisch-katholische Antoniuskirche (poln. Kościół św. Antoniego) wurde 1294 erstmals erwähnt. Der heutige steinerne gotische Bau stammt aus dem 15. Jahrhundert. Im 18. Jahrhundert erfolgte eine Umgestaltung des Innenraums im spätbarocken Stil.[6]
- Gedenktafel für die ehemaligen Bewohner von Frauenhain
- Bildstock
- Steinernes Wegekreuz

## Vereine
- Fußballverein Burza Dombud Chwalibożyce